# Pseudonepanthia briareus
Pseudonepanthia briareus is een zeester uit de familie Asterinidae.
De wetenschappelijke naam van de soort werd in 1894 gepubliceerd door Francis Jeffrey Bell.